# 赤い拇指紋
『 赤い拇指紋 』（あかいぼしもん、The Red Thumb Mark  ）は、1907年に発表されたオースティン・フリーマンの長編推理小説。ソーンダイク博士の登場する最初の長編。

## あらすじ
貴金属を扱うホーンビー商会で、ダイヤモンドの盗難が起こる。金庫が空になり、覚え書きを書いたメモには血染めの指紋が残されていた。この指紋が、経営者の甥で重役の青年ルーベンの左手の親指の指紋と一致した。
逮捕され仮釈放中のルーベンは、弁護を依頼したローリー弁護士とともに科学者探偵ソーンダイク博士へ協力を依頼に訪れる。法医学の権威ソーンダイク博士は科学的捜査法を携えて、盗難事件の真相解明に乗り出す。

## 主な登場人物
- ソーンダイク博士 - 主人公の名探偵。科学による事件捜査を行なう。
- ジャービス医師 - 本作の語り手。本作の冒頭で、大学時代の旧友ソーンダイクと再会し、以後は相棒を務める場合が多くなる。
- ポルトン - ソーンダイクの助手。昔はソーンダイクの患者だった。
- バジャー警部 - ロンドン警視庁の刑事で、ソーンダイクとともに捜査したり、助言を求めることも多い。
- シングルトン刑事 - 同じくロンドン警視庁の刑事。
- ジョン・ホーンビー - 貴金属加工・卸売業のホーンビー商会経営者。工場で金の延べ棒なども作っている。
- ルーベン・ホーンビー - ジョンの甥でホーンビー商会の重役。ダイヤ盗難の容疑者として逮捕、保釈中。
- ウォルター・ホーンビー - 同じくジョンの甥でホーンビー商会の重役。ルーベンの従兄弟。
- アラベラ・ホーンビー - ジョンの妻。
- ジュリエット・ギブソン - ホーンビー夫妻の養女。ウォルターから求婚されている。
- アンスティ - 法廷弁護士。
- ローリー - 刑事事件を主に扱う弁護士でソーンダイクの知人。容疑者となったルーベンの弁護をする。

## 日本語訳書
- 『赤い拇指紋』（水野泰舜訳、改造社、『世界大衆文学全集 第60巻 ソーンダイク博士』） 1930 - 版元解散、省略がある
- 『赤い拇指紋』（吉野美恵子訳、創元推理文庫175-3） 1982 ISBN　4-488-17503-1

## 特徴
- 指紋を扱ったミステリの嚆矢とされている[2]。
- フリーマンの代表作『歌う白骨』と異なり、主人公のソーンダイク博士が冒頭から登場する。